# Helminthophis praeocularis
Helminthophis praeocularis — вид змій родини американських сліпунів (Anomalepididae). Ендемік Колумбії.

## Поширення і екологія
Helminthophis praeocularis мешкають в департаментах Кундінамарка, Толіма, Сантандер і Норте-де-Сантандер. Вони живуть у вологих тропічних лісах в Андах і міжандійських долинах, на висоті від 200 до 1746 м над рівнем моря.